# 杭州北站
杭州北站是宣杭铁路车站，位于浙江省杭州市拱墅区上塘街道。车站目前为上海局集团乔司直属站管理的二等站，办理货运业务。本站及上下行区间均为单线电气化铁路。车站原先为工业站和主要负责危险品的货运站，南星桥站闸口货场和艮山门站货场搬迁后逐渐成为杭州地区主要的货运站之一。

## 历史
1957年中共杭州市委决定兴建半山钢铁厂，同时于1958年修建连接钢厂和铁路艮山门站的艮半铁路，本站遂于开通运营。车站当时名为半山站，隶属杭州站管理，负责与钢铁厂物资的取送和交接车辆任务。1960年车站改由艮山门中心站管辖。车站在建成初期设有3条股道，无信号设备，为当时浙江省内唯一无信号、联锁、闭塞设备的车站:317。
1975年当地政府和铁路部门在协调艮山门站扩建事宜时，决定在车站附近的拱宸桥附近设立货场办理杭州市的危险品货物运输。危险品货场于1978年10月建成投用。1979年4月1日，车站改名为杭州北站并成为杭州铁路分局的直属站，下辖拱宸桥货场。1985年杭州北站建成新站场和大站电气集中信号设备:318。
2009年杭州市当地政府决定搬迁南星桥站闸口货场和艮山门站货场，并在杭州北站建设新货场。一期工程规划新建整车、零担货场以承接原闸口货场的货运业务，占地350亩，同时在杭州北站增加一条到发线并预留三条到发线，于2009年12月开工，2013年7月投入使用。
2013年12月铁路部门开始审核车站二期扩建工程，计划增加2条到发线、2条货物线、1条怕湿货物线和1条尽头式货物线，同时改造站场到发线和杭玻、杭钢等专用线。二期工程于2015年10月8日开工，当年11月27日完工。2016年8月1日后，原艮山门站货运业务全部转至杭州北站新货场办理。
2017年开工的宣杭电气化工程在车站附近修建杭州北牵引变电所。车站原设有通往杭州玻璃集团的专用线，2006年左右仍有一台上游型蒸汽机车往返车间和车站。该专用线于2018年被拆除，并将被改建为城市道路永宁路的一部分。

## 运营状况

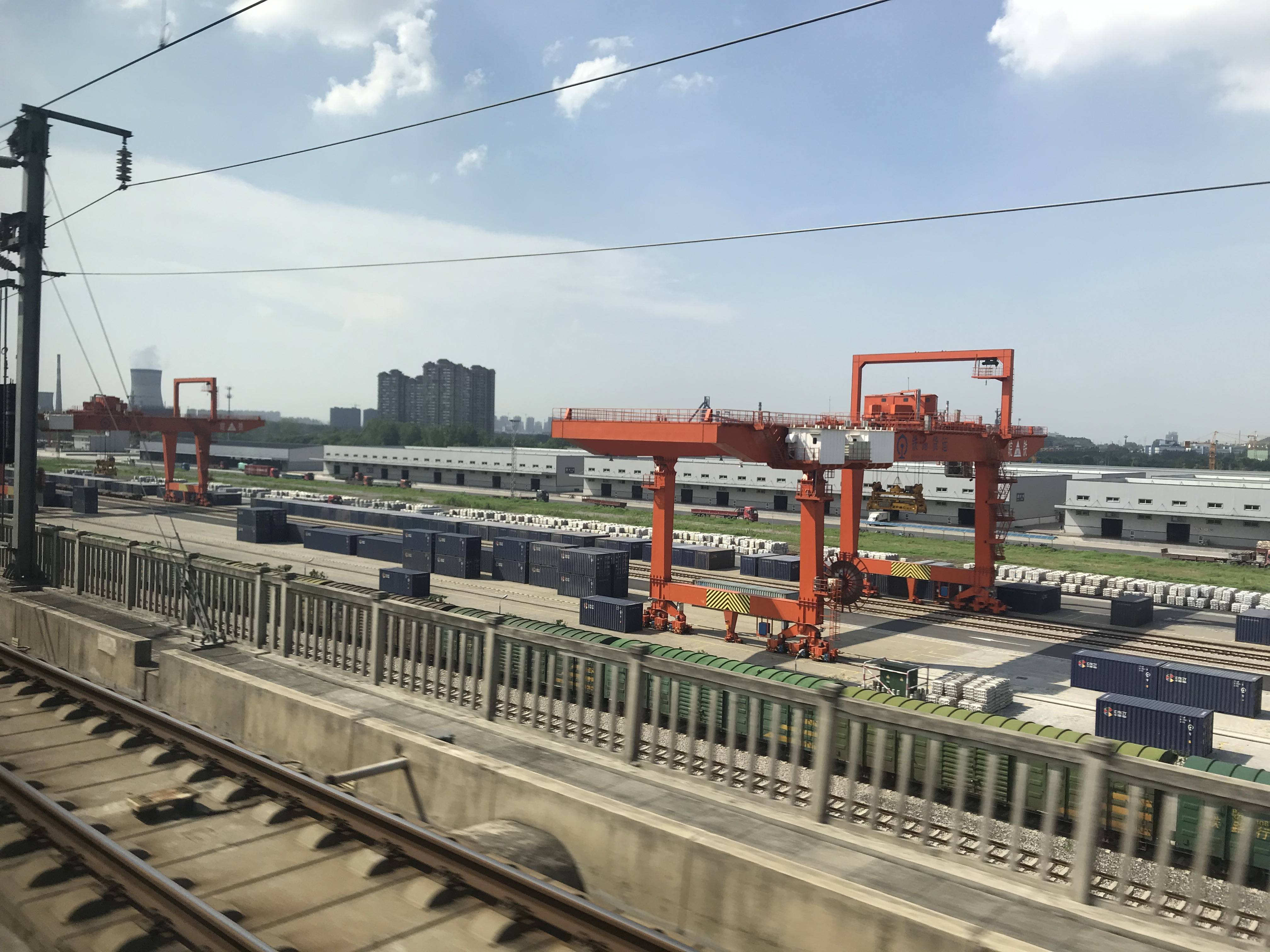
远眺永宁货场

杭州北站站场原设有8条股道，包括1条正线、4条到发线和3条存车线:318。经过扩建和复线化改造后车站站场有10条股道，其中2条为正线。
杭州北站办理杭州地区整车货物运输业务，并承担杭州周边地区危险品货物的到发任务。车站原设有两个货场，分普货区与危货区。普货区又名康桥货场，位于站场西北侧，面积近7500平方米，设54个货位；危货区位于站场西侧，利用面积近2500平方米，设9条股道、21个货位:318。两个站场均和车站均在宣城段咽喉接轨。
杭州北站新货场又名永宁货场，位于留石高架路以北、北秀街以南、既有车站的东侧。货场面积1350亩，内设有8条货物线。货场主要发到百货和汽车类货品，同时也是快运货物班列与普快货物班列的装车组织站。
车站设有通往中凯物流、浙金储运、浙江省国际贸易集团物流有限公司、半山国家粮食储备库、杭州危险品转运站、沥青拌和厂、杭州石化、杭钢集团和华电半山电厂等单位的专用线。